# Wohn- und Wirtschaftsgebäude Hasseler Dorfstraße 5
Das Wohn- und Wirtschaftsgebäude Hasseler Dorfstraße 5 in der niedersächsischen Gemeinde Hemsbünde, Ortsteil Hassel, wurde zum Anfang des 19. Jahrhunderts gebaut. Aktuell (2025) wird es zum Wohnen und gewerblich genutzt.
Das Gebäude steht unter Denkmalschutz (siehe auch Liste der Baudenkmale in Hemsbünde).

## Geschichte und Beschreibung
Hemsbünde gehört zur heutigen Samtgemeinde Bothel im Landkreis Rotenburg (Wümme).
Das eingeschossige giebelständige Gebäude als Zweiständer-Hallenhaus in gleichmäßigem Gitterfachwerk mit Steinausfachungen, Krüppelwalmdach, Uhlenloch und Grooter Door mit Korbbogen, wurde um 1800 gebaut. Der Wohngiebel und die südliche Traufseite wurden teilweise massiv in Backstein ersetzt und dabei wurde das Fachwerk am Giebel störend überformt.
Das Landesdenkmalamt befand u. a.: „… ein regionstypisches Hallenhaus der Zeit um 1800 in Zweiständerkonstruktion ….“